# Linda Vista, Villa de Tututepec de Melchor Ocampo
Linda Vista är en ort i Mexiko.   Den ligger i kommunen Villa de Tututepec de Melchor Ocampo och delstaten Oaxaca, i den sydöstra delen av landet, 400 km söder om huvudstaden Mexico City. Linda Vista ligger 24 meter över havet och antalet invånare är 135.
Terrängen runt Linda Vista är kuperad åt nordost, men åt sydväst är den platt. Runt Linda Vista är det ganska glesbefolkat, med 24 invånare per kvadratkilometer. Närmaste större samhälle är La Soledad, 6,2 km väster om Linda Vista. I omgivningarna runt Linda Vista växer huvudsakligen savannskog.